# Florencia Flanagan
Florencia Flanagan (Montevideo, 1968) es una artista visual, docente, curadora, activista e instructora de yoga uruguaya. Utiliza el seudónimo florf para sus ilustraciones y trabajos de diseño gráfico. Ha representado a Uruguay en el exterior en la primera Bienal del Mercosur, realizada en Brasil (1997) con la instalación "ser imaginario I" y en la Segunda Bienal de Lima (2001) con la instalación "ser imaginario II". Forma parte de la colectiva feminista Artistxs Visuales del Sur. Es fundadora de la Escuela Itinerante, una plataforma de formación independiente en arte contemporáneo. 

## Trayectoria
Se formó como artista en los talleres de Nelson Ramos y Enrique Badaró Nadal, en el Club de Grabado y como tallerista de plástica en Taller Malvín con Nená Badaró, entre los años 1988 y 1991. Comenzó a exponer colectivamente en 1988 y de forma individual a partir de 1995. Desde entonces, ha participado en más de sesenta muestras en Uruguay y el exterior. Ha complementado su formación participando en talleres de fotografía y dirección de arte en la Escuela de Cine de Cinemateca Uruguaya.
Fue docente en la Universidad ORT y en la Escuela de Cine de Cinemateca Uruguaya, trabajó como ilustradora en medios de prensa y revistas especializadas como El País Cultural, Revista Guambia, Vera Donna y Arte.
Como diseñadora, Flanagan ha trabajado de forma independiente para distintas empresas y ONG llevando a cabo proyectos vinculados al cuidado ambiental y la responsabilidad social. Como docente de arte, trabajó en Taller Malvín y, desde el año 2006, sus clases incluyen técnicas de yoga. Desde el año 2015 lleva adelante su propia escuela ubicada en El Pinar llamada Yoga & Arte.
Las técnicas y soportes utilizados en sus exposiciones van desde el dibujo hasta el arte textil y el bordado, pasando por las instalaciones, performances y videos.
En 2014, presentó en el Museo Nacional de Artes Visuales su muestra individual "Tejer el manto". La muestra consistió en la exposición de una obra de arte textil de grandes proporciones, resultado de un proceso de creación participativo en talleres a lo largo de varios años. 
Trabaja con la intención de generar entrecruzamientos de las artes visuales con el yoga y la educación, investigando modos de generar campos desde donde producir, pensar y desplegar las potencialidades individuales y colectivas. Su intención es investigar desarrollando una didáctica que propone integrar la salud y la conciencia del cuerpo, con la producción artística y el desarrollo del pensamiento crítico.

## Exposiciones
Sus obras forman parte de colecciones públicas y privadas. Algunas muestras destacadas sonː
- "Tiempos de trama", Dodecá y gira por el Departamento de Maldonado, 2012.[9]
- "Tejer el manto", MNAV, Montevideo, 2014.[10]
- "Esbozos intangibles", Centro de Exposiciones Subte, Montevideo, 2016.[11]
- "Transformadoras. Mujeres artistas en la colección del Museo Blanes" 26 de marzo al 29 de agosto de 2021. Museo Juan Manuel Blanes. Montevideo, Uruguay.[12]

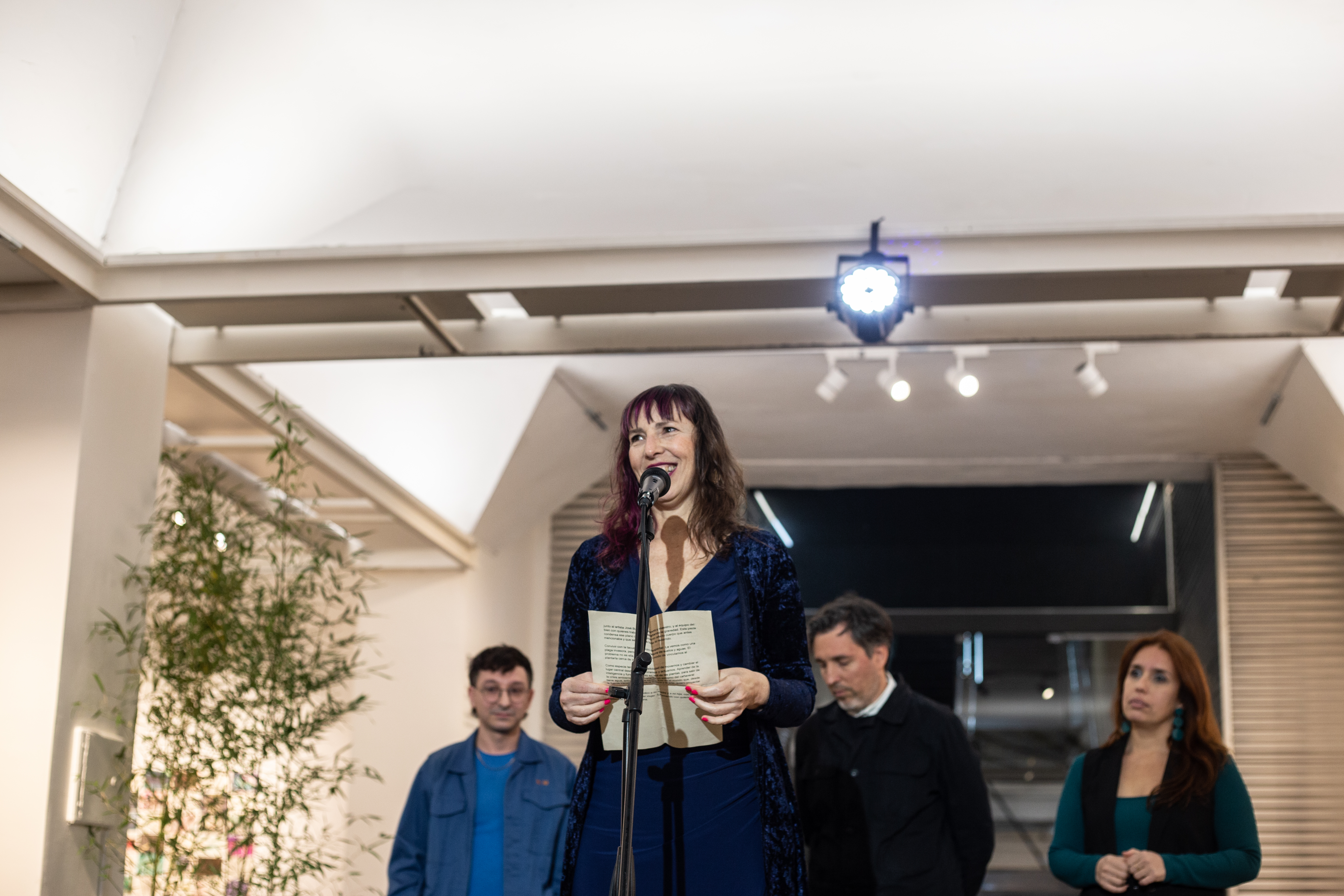
Florencia Flanagan en la inauguración de su muestra en el Centro de Exposiciones Subte en 2024

- "Al agua no le importa que sea viernes". exhibición antológica con curaduría de Claudia del Río y Santiago Villanueva (Argentina), Centro de Exposiciones Subte, Montevideo, Uruguay, 2024.[13][14]

## Premios y reconocimientos
- Premio Proyecto Intervención, 49.º Salón Municipal, Subte, Montevideo, 2001.
- Premio Adquisición, Salón Municipal, Subte, Montevideo, 1999.[15]
- Primer Premio Paul Cézanne, Embajada de Francia en Uruguay, Museo J. M. Blanes, Montevideo, 1993.[5]